# Литвиненко Олександр Сергійович (каскадер)
Олександр Сергійович Литвиненко (під псевдонімом «Alex Lee») (нар. 6 жовтня 1979, Маріуполь, Донецька область, УРСР) — український спортсмен, майстер спорту України міжнародного класу з бойових мистецтв, каскадер, постановник та виконавець трюків, актор, режисер, сценарист, продюсер, каратист, тхеквондист, дзюдоїст, учасник телепередач та модель.
Рекордсмен книги рекордів України, шостикратний чемпіон України, двократний чемпіон України з контактних видів єдиноборств, чемпіон Європи, професіональний актор, керівник Федерації професійних каскадерів України та засновник групи каскадерів «Alex Lee Stuntman Group» (ALSG).
Більше відомий під творчим псевдонімом «Alex Lee» та двома прізвиськами «Український Брюс Лі» та «Alexander Litvinenko».

## Біографія

### Початок зайняття бойовими мистецтвами
Перші кроки
Олександр народився в Маріуполі, Донецької області 6 жовтня 1979 року, це місто тоді називалось «Жданов». З 1988 року Олександр у 8 років почав займатися бойовими мистецтвами.
Спочатку він зробив перші кроки, але це виглядило не дуже гарно, він ріс хворобним хлопчиком. З 1991 року вже почалось його перше вивчення бойових мистецтв, таких як — карате, дзюдо, кікбоксинг, джиу-джитсу, тхеквондо, муай-тай та ін.

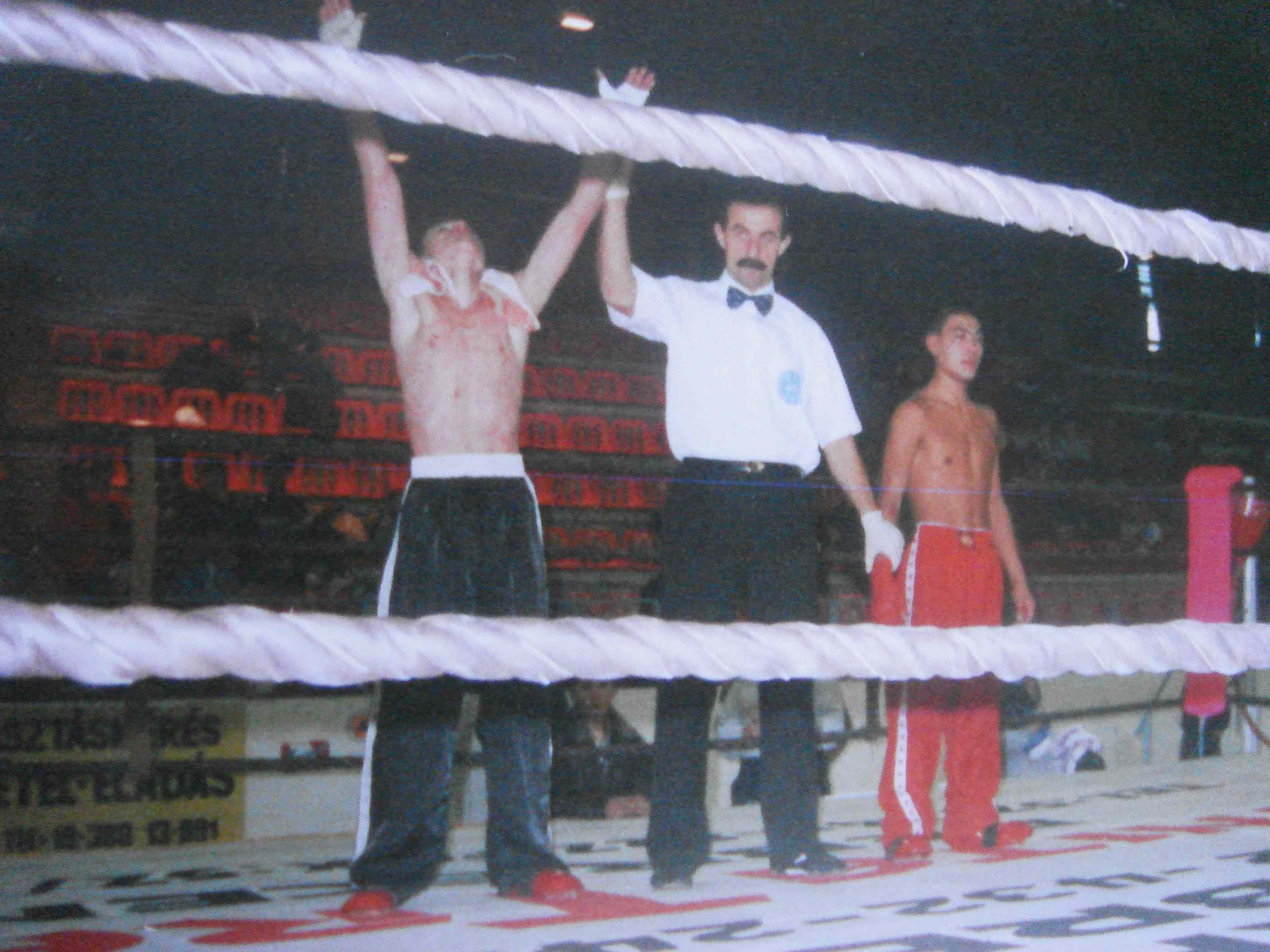
Олександр Литвиненко у чемпіонаті світу з боксу під час перемоги

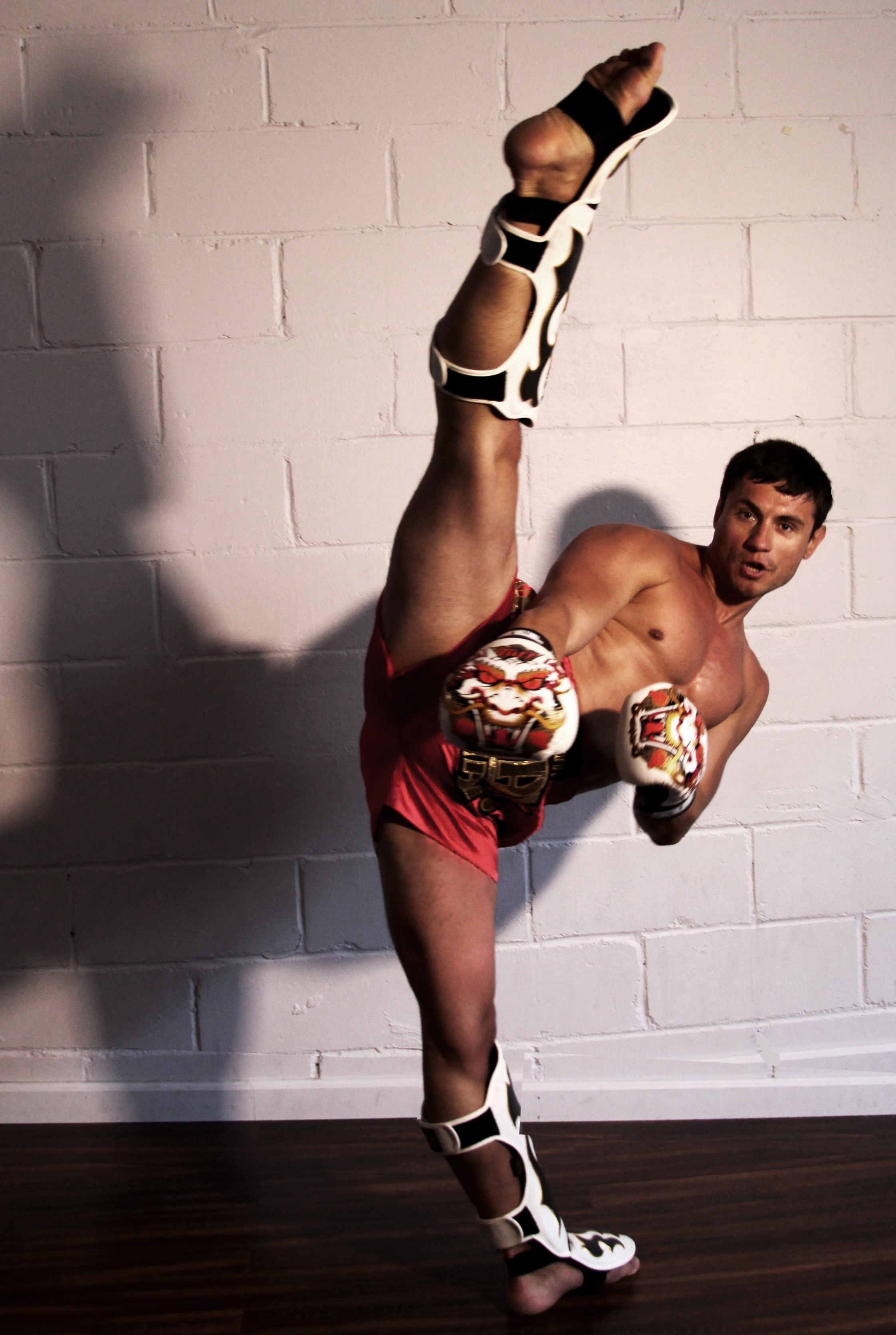
Олександр Литвиненко демонструє розтяжку

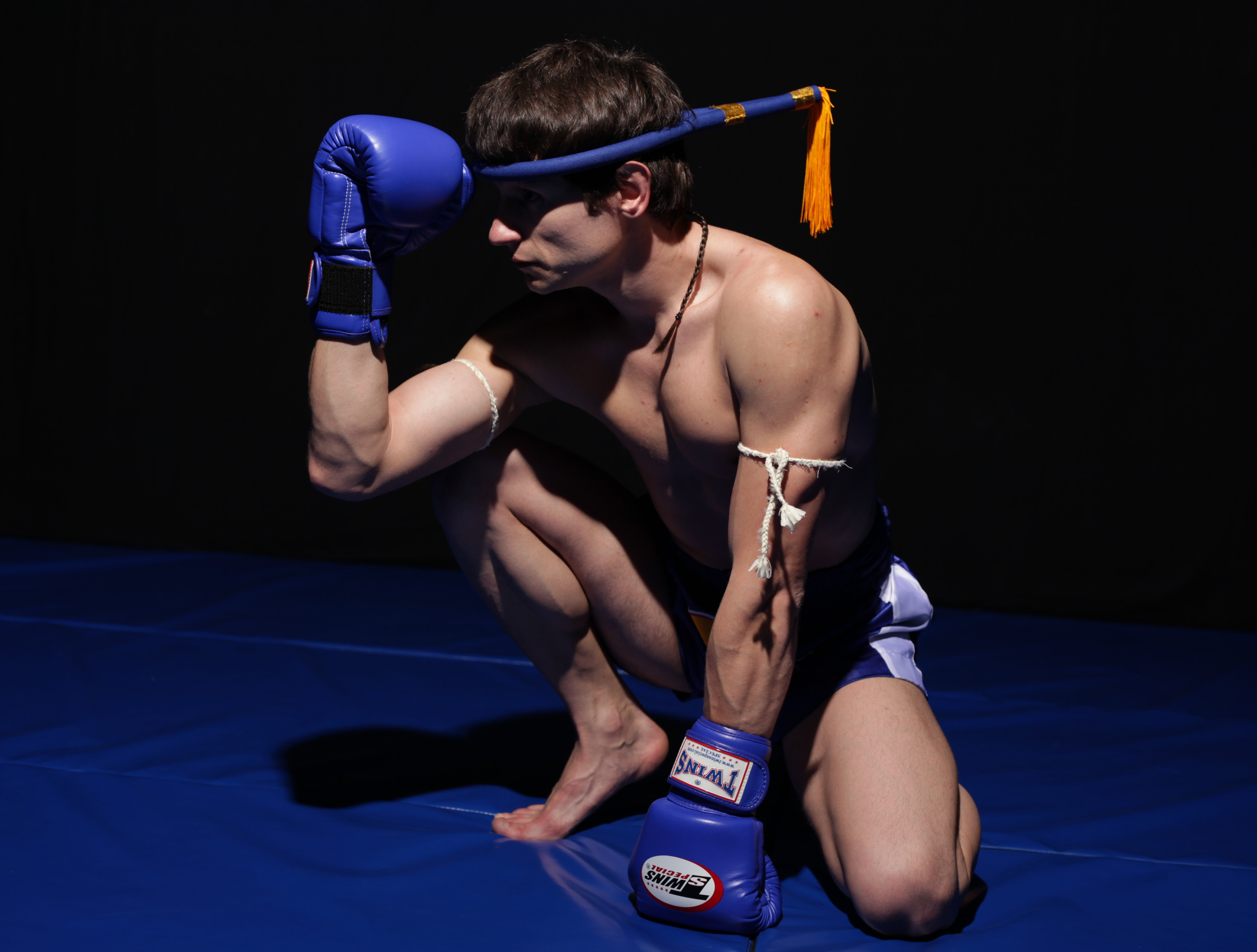
Олександр Литвиненко демонструє муай-тай

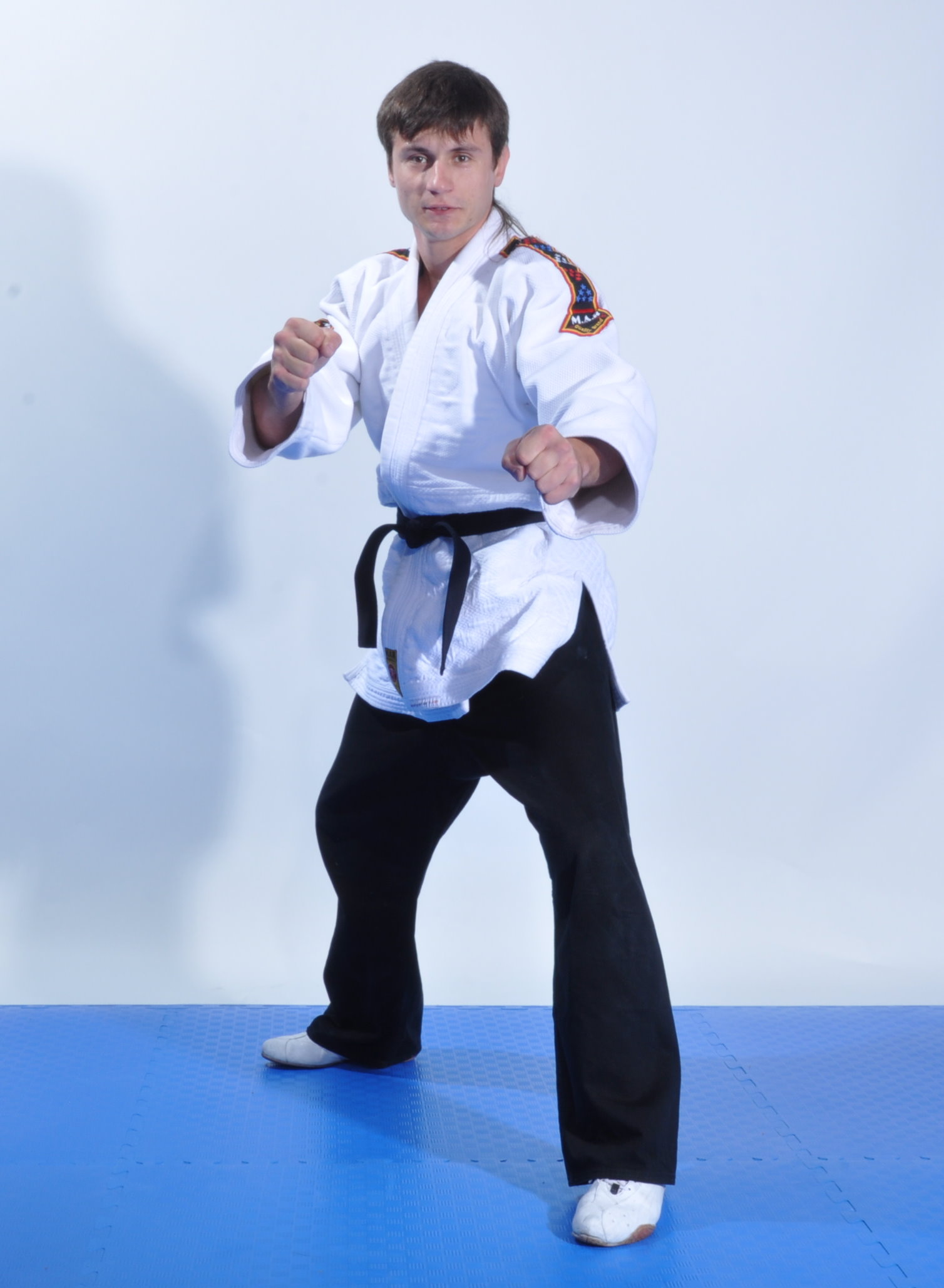
Олександр Литвиненко демонструє карате

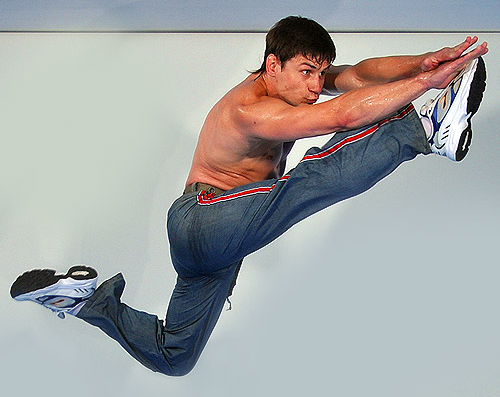
Олександр Литвиненко демонструє роздільний стрибок

Займатися бойовими мистецтвами він почав після вражень під час перегляду усіх фільмів з участю Брюса Лі, який став його улюбленим куміром.
З 1993 по 2002 роки брав участь в міжнародних різних чемпіонатах світу, багато разів перемагав в чемпіонатах з боксу.
Заснування школи «Шлях вчення кулака»
Потім заснував дитячу школу «Шлях вчення кулака» в Києві, де тренував своїх учнів.
Тренування на «дерев'янному манекені» та нунчаках
Крім цих бойових мистецтв Олександр також займався видом «він-чунь», в якому він обробляв удари з допомогою «дерев'янного манекена» та тренувався на нунчаках.
Нагородження званням «Майстер спорту України міжнародного класу» (2002)
За все своє життя Олександр за заняття бойовими мистецтвами та участі у різних чемпіонатах заробив багато медалей, нагород та грамот. В 2002 році «Держава молоді та спорту України» нагороджує його званням «Майстер спорту України міжнародного класу з кікбоксингу» (посвідчення 130, наказ 473 від 31 січня 2002 року) за зайняття кікбоксингом.
Олександр провів прикладно 100 боїв в чемпіонатах. З 1979 по 2003 роки проживав в Маріуполі, потім з 2003 року постійно проживав в Києві.

### Початок кар'єри в кіно
Інститут «Martial Arts» та школа кінематографії (1993—1998)
З 1993 по 1998 роки Олександр вчився в інституті «Martial Arts» та в школі кінематографії.
З 2005 року після окінчення школи кінематографії Олександр починає свою кар'єру в українському та російському кіно. Хоча декілька фільмів та серіалів за його участю почали зйомки ще в 2004 році.
Його робота в кіно — актор в епізодичних ролях, каскадер та постановник трюків.
«Торгаші» (2005)
Олександр вперше дебютував в телесеріалі Тетяни Магар «Торгаші» виробництва телеканалу «Інтер» та кінокомпанії «Film.UA» 2005 року, де в одному з епізодів імітував сцену грабування банку та декілька несложних трюків. За 2005 рік він встиг знятися ще в 4 фільмах та серіалах.
«Міф про ідеального чоловіка» (2005)
В 2005 році Олександр почав зніматися в телесеріалі виробництва телеканалу «СТС» — «Міф про ідеального чоловіка» по однойменному роману Тетяни Устіновой, де в 1 серії наприкінці в однієй епізодичній ролі імітував декілька бойових трюків.
«Подруга особливого назначення» (2005)
В 2005 році Олександр почав зніматися в телесеріалі виробництва телеканалу «СТС» — «Подруга особливого назначення» по однойменному роману Тетяни Устіновой.
«Банкірші» (2005)
В 2005 році Олександр почав зніматися в телесеріалі виробництва телеканалу «Інтер» та кінокомпанії «Film.UA» — «Банкірші», де в 3 серії в сцені грабування банку грає епізодичну роль.
«Подарунок долі» (2005)
В 2005 році Олександр почав зніматися в телесеріалі виробництва каналу «1+1» — «Подарунок долі» Галини Шигаєвої. В ролях — Данило Бєлих, Юрій Гальцев, Олександр Морозов та інші.
«А життя продовжується» (2006)
В 2006 році Олександр почав працювати постановником бойових сцен в фільмі «А життя продовжується». Також в фільмі він грає епізодичну роль в однієй з сцен.
«Оранж лав» (2006)
В 2006 році Олександр почав зніматися в фільмі відомого режисера та кліпмейкера Алана Бадоєва «Помаранчеве кохання» (інша назва — «Оранж лав», англ. Orange love) виробництва кінокомпаній «Radio-Active» та «CineCity Production», де в одному з епізодів імітував декілька трюків. Сюжет фільму засновано на реальних подіях — історія закоханої пари молодих людей під час Помаранчевої революції та СНІДу 2004 року.
«Один в новорічну ніч» (2006)
В 2006 році Олександр почав зніматися в новорічній комедії від творців тележурналу «Каламбур» — «Один в новорічну ніч», де в сцені грабування супермаркету грає роль ніндзя, який в супермаркеті перемагає грабіжників.
«Повернення Мухтара 2» (2007)
В 2007 році Олександр почав зніматися в 3 сезоні телесеріалу виробництва телеканалу «НТВ» та студії «2В» — «Повернення Мухтара 2», де в одному з епізодів грає роль бандита.
«Вітчим» (2007)
В 2007 році Олександр почав зніматися в фільмі виробництва кінокомпаній «Film.UA» та «Файно-компані» — «Вітчим» в одному з епізодів.
«Ломбард» (2008)
В 2008 році Олександр почав зніматися в фільмі Любомира Левицького «Ломбард», де продемонстрував декілька бойових сцен та трюків. Фільм тоді був в виробництві, а в прокат він вийшов лише в 2013 році.
«Гарні хлопці» (2008)
В 2008 році Олександр почав зніматися в телесеріалі виробництва телеканалу «1+1» та кінокомпанії «Star Media» — «Гарні хлопці», де в 8 серії грає епізодичну роль бандита. Там же Олександр продемонстрував декілька бойових трюків.
«Викрадення богині» (2008)
В 2008 році Олександр почав зніматися в телесеріалі Олександра Березаня «Викрадення богині» виробництва кінокомпанії «Star Media», де в 5—6 серіях грає епізодичну роль снайпера, який потім в сцені гонитви за ним переодягається в сліпого чоловіка з тростиною. Там же Олександр продемонстрував трюк — стрибок з висоти вниз.
В останній 8 серії цього серіалу Олександр також дублював головного героя Павла Трубінера.
«Сімейний каламбур, або хто кому хто» (2010)
В 2010 році Олександр почав зніматися в новорічній комедії «Сімейний каламбур, або хто кому хто», де в одному з епізодів імітував декілька бойових сцен.
«Літєйний 6» (2012)

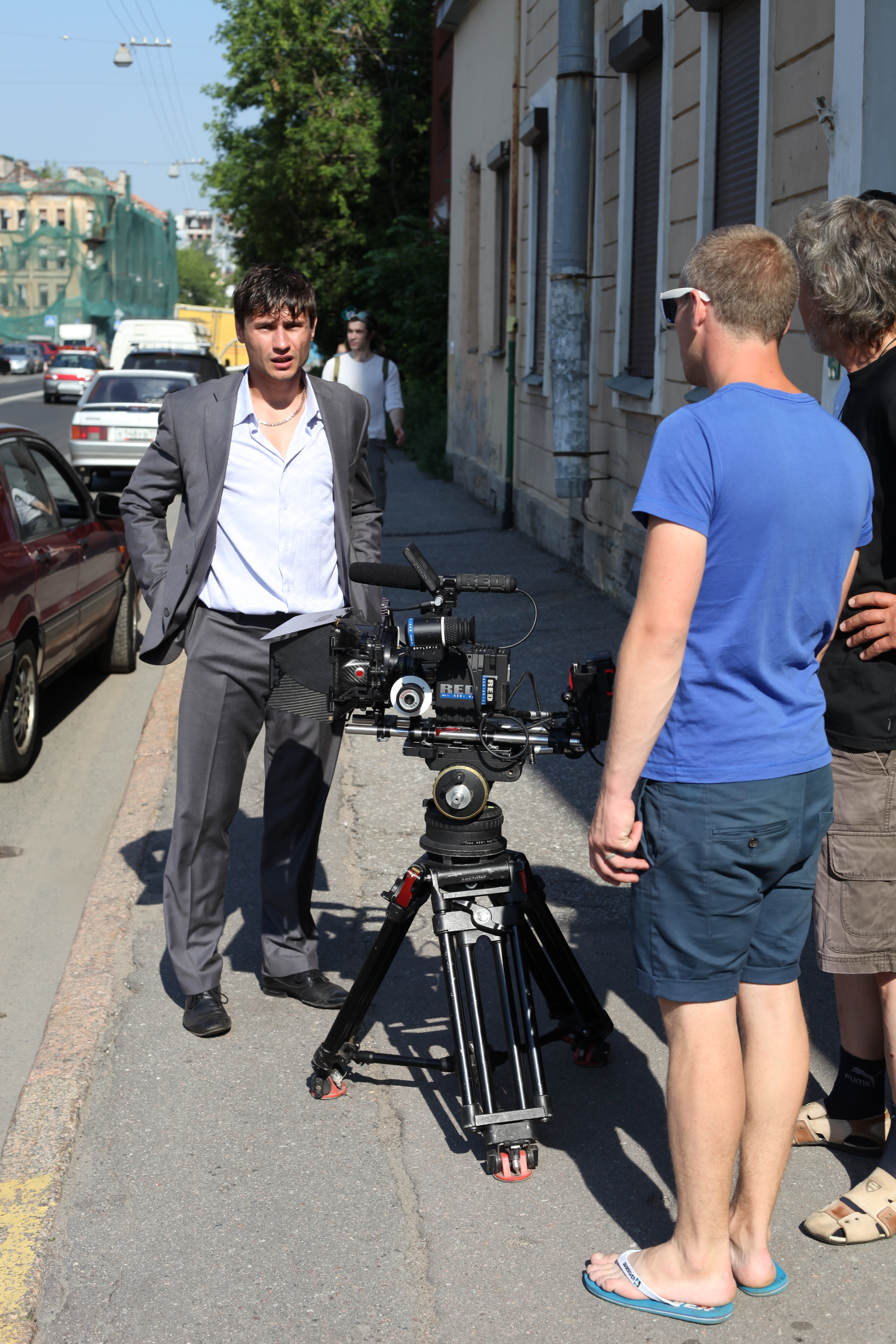
Олександр Литвиненко на зйомках телесеріалу «Чужий район 2» (2012)

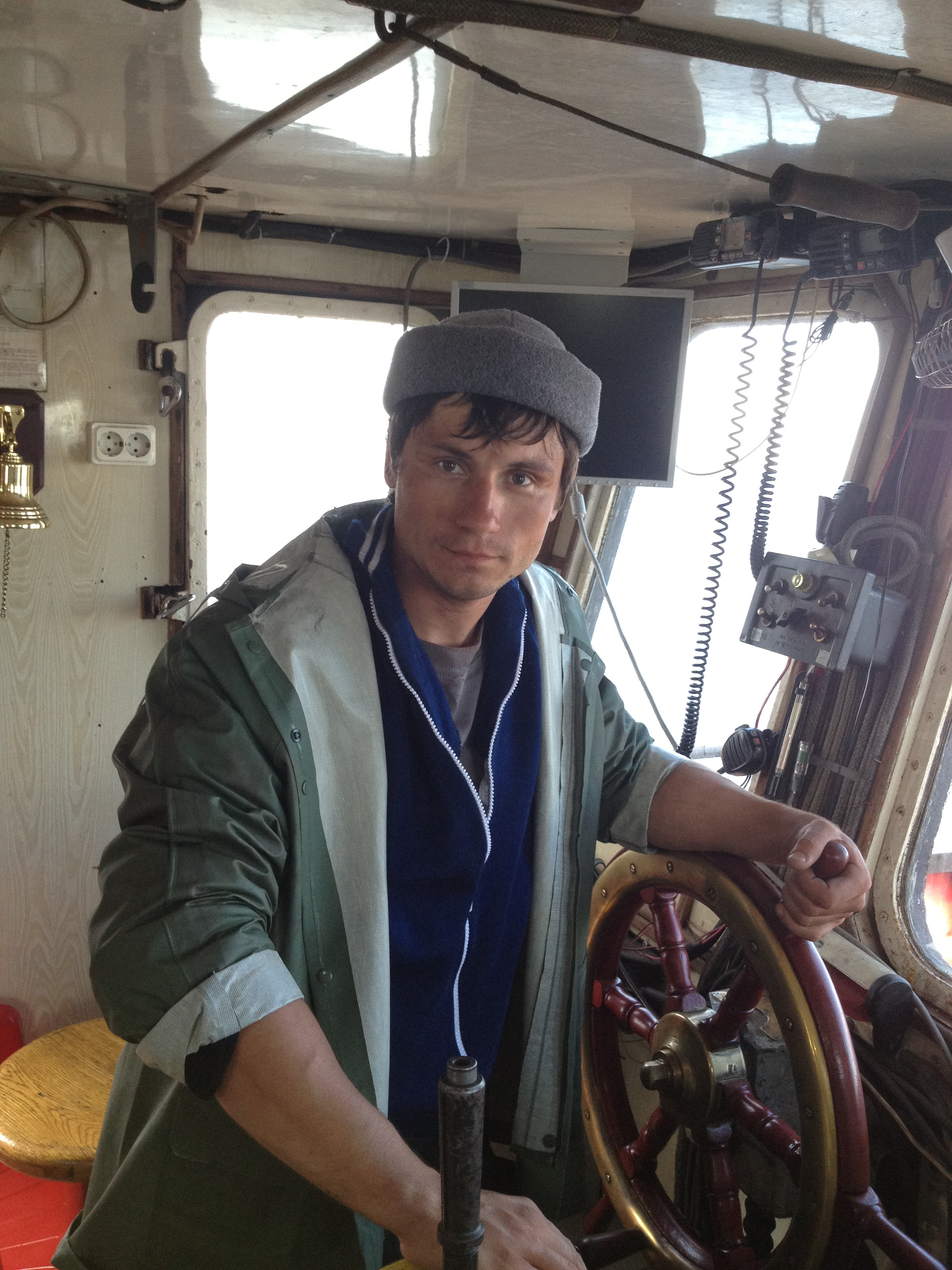
Олександр Литвиненко на зйомках телесеріалу «Морські дияволи. Смерч» (2012)

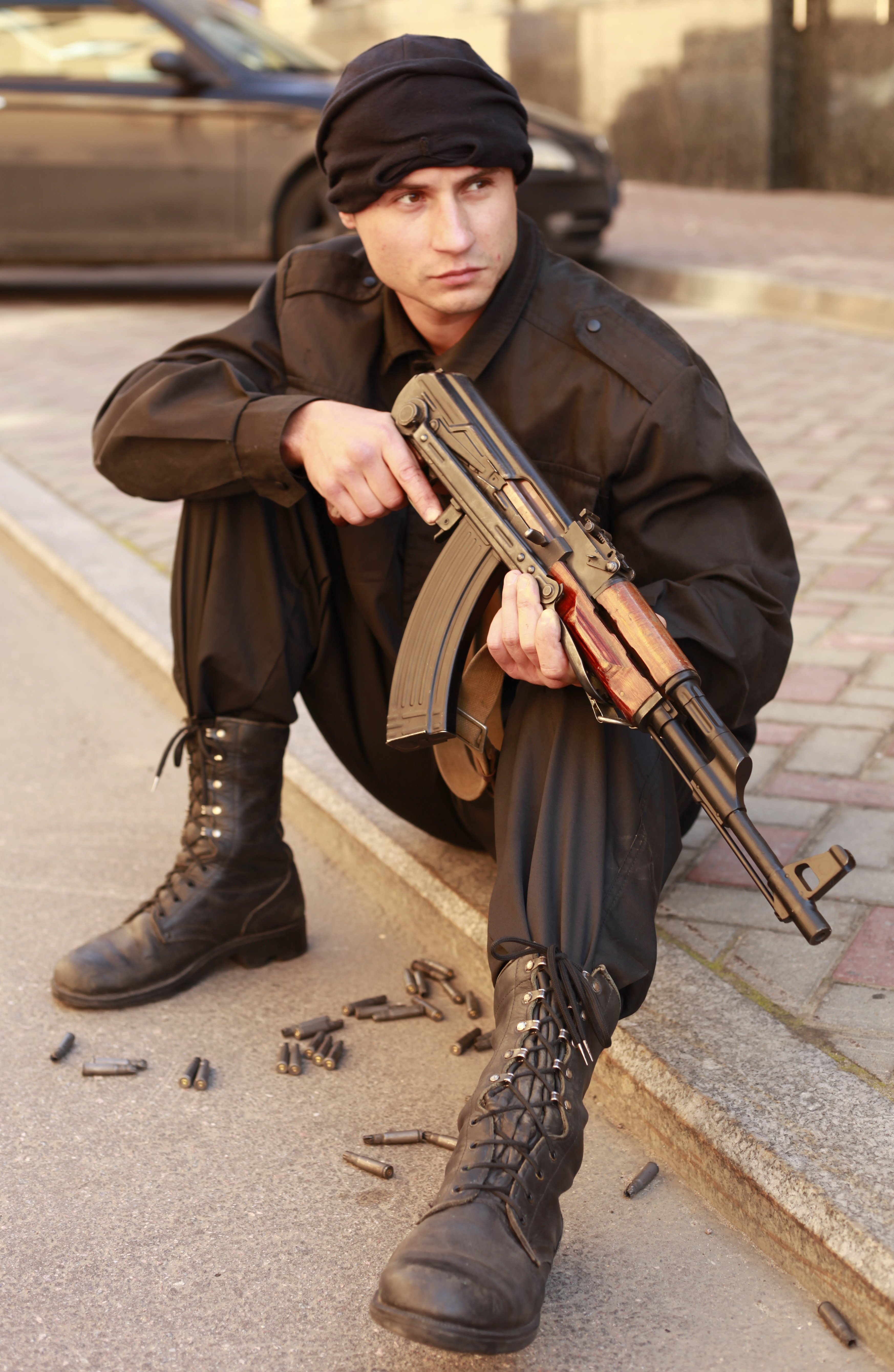
Олександр Литвиненко на зйомках телесеріалу «Братство десанту» (2012)

В 2012 році Олександр почав зніматися в телесеріалі виробництва телеканалу «НТВ» — «Літєйний 6», де в одному з епізодів грає епізодичну роль.
«Час Сіндбада 4» (2012)
В 2012 році Олександр почав зніматися в телесеріалі виробництва телеканалу «НТВ» — «Час Сіндбада 4» в одному з епізодів.
«Чужий район 2» (2012)
В 2012 році Олександр почав зніматися в телесеріалі Максима Бріуса «Чужий район 2» виробництва телеканалу «НТВ» та кінокомпанії «Триікс Медіа», де в 12 серії грає епізодичну роль п'яного відвідувача стриптиз-клубу, якого потім вбивають в автомобилі та викидують його з автомобилю. Там же Олександр продемонстрував трюк — падіння на асфальт з автомобилю.
«Морські дияволи. Смерч» (2012)
В 2012 році Олександр почав зніматися в телесеріалі виробництва телеканалу «НТВ» та кінокомпанії «Гамма-продакшн» — «Морські дияволи. Смерч», де в 28 серії грає епізодичну роль матроса. Там же Олександр продемонстрував декілька трюків, серіал вийшов лише в 2013 році.
«Братство десанту» (2012)
В 2012 році Олександр почав зніматися в телесеріалі виробництва телеканалу «НТВ» та кінокомпанії «Триікс Медіа» — «Братство десанту», де в 9 серії грає епізодичну роль бандита, який починає перестрілку з поліцейськими біля банку та якого вони потім затримують. Там же Олександр продемонстрував декілька бойових сцен та трюків, телесеріал вийшов лише на телеканалі «ICTV» в 2012 році, а в 2013 році він потім вийшов вже на «НТВ».
«Діти нетрів» (2012)
В 2012 році Олександр почав зніматися та працювати каскадером в телесеріалі виробництва кінокомпанії «Форвард-фільм» — «Діти нетрів» (офіційна назва — «На крилах»), де в 1 та 2 серіях в декількох епізодах імітував декілька трюків.
«Брат за брата 2» (2012)

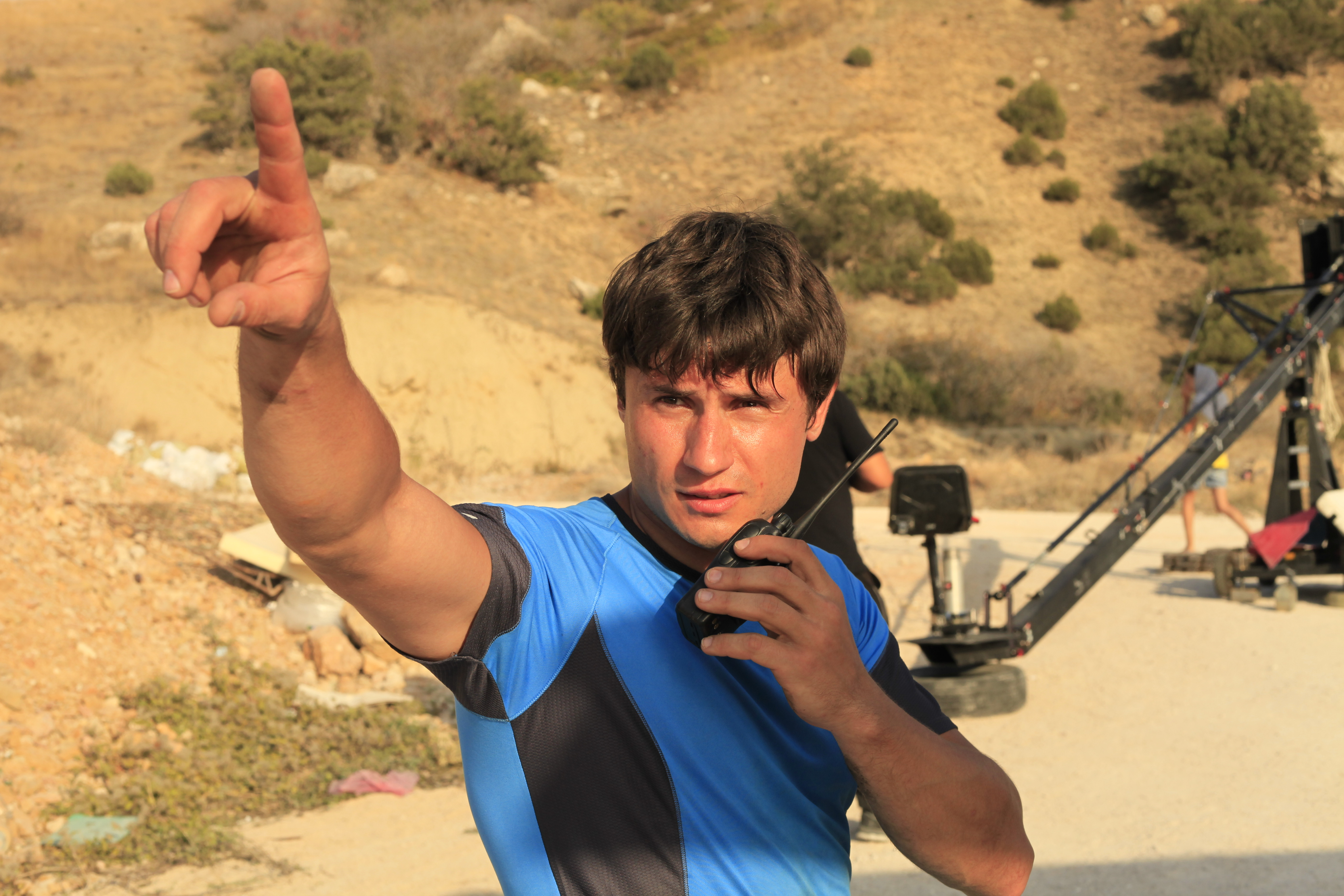
Олександр Литвиненко на зйомках телесеріалу «Діти нетрів» (2012)

В 2012 році Олександр знявся в телесеріалі «Брат за брата 2» в одному з епізодів.
«Джентльмени, удачі!» (2012)
В 2012 році Олександр почав працювати каскадером в комедії Олександра Баранова та Дмитра Кісельова «Джентльмени, удачі!» виробництва телеканалу «Росія 1» та кінокомпанії «Bazelevs», де в одному з епізодів дублював героя Сергія Безрукова.
«Разом назавжди» (2013)

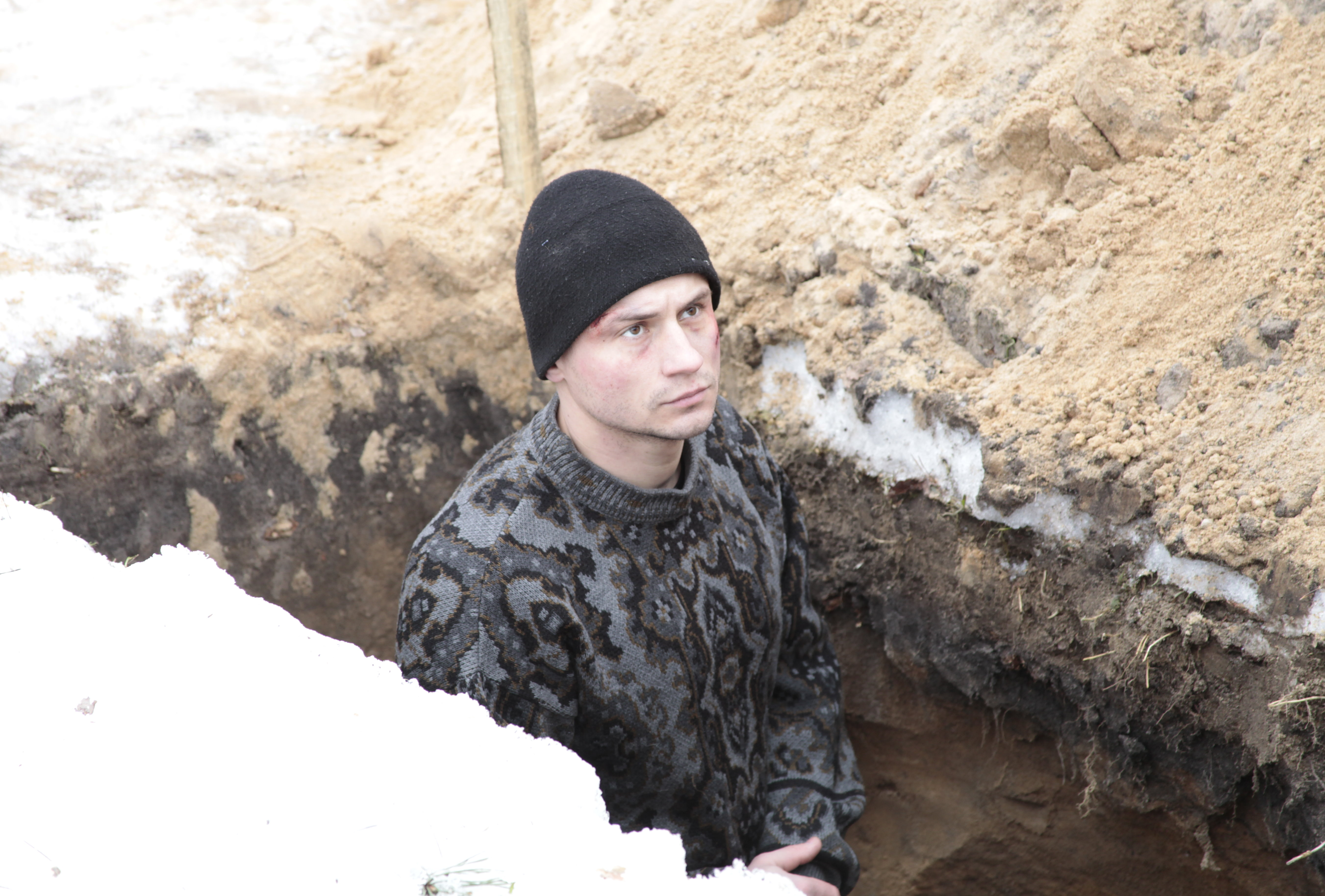
Олександр Литвиненко на зйомках докудрами «Містичні історії з Павлом Костіциним» — серія «Янгол смерті» (2013)

В 2013 році Олександр почав працювати каскадером в телесеріалі Олександра Березаня «Разом назавжди» виробництва телеканалу «Росія 1» та кінокомпанії «Film.UA», де в 1 серії в сцені з перестрілкою з інтерполом імітував декілька трюків та бойових сцен. Серед них він також виконав трюк під автомобилем.
«Історія криміналістики» (2013)
В 2013 році Олександр почав зніматися в документальному телесеріалі виробництва телеканалу «Україна» — «Історія криміналістики», де в однієй з серій про ДНК грає епізодичну роль. На зйомках йому зробили накладні вуса.
«Містичні історії» (2013)
В 2013 році Олександр почав зніматися в 5 сезоні документальної драми «Містичні історії з Павлом Костіциним» виробництва кінокомпанії «Film.UA», 22 серпня 2013 року на телеканалі «СТБ» виходить 20 серія 5 сезону «Янгол смерті», зйомки якої почались в початку цього ж року. Сюжет цієй серії такий — 23-річний Костянтин з дитинства займається боксом, за вживання допінгу був дискваліфіцований, в боксі йому не везло в перемогах, одного разу він п'яний прийшов в нічний тату-салон та зробив собі тату чорного янгола-охоронця, який допомагав йому перемагати в боксі.
«Страх в твоєму домі» (2013)
В 2013 році Олександр почав зніматися в документальній драмі виробництва телеканалу «НТН» та кінокомпанії «Film.UA» — «Страх в твоєму домі», де в 30 серії грає епізодичну роль.
«Захват» (2014)
В 2014 році Олександр почав зніматися в телесеріалі виробництва телеканалу «НТВ» та кінокомпанії «Epic Media» — «Захват», де в одному з епізодів імітував декілька бойових сцен.
«Фетісов» (2014)
В 2014 році Олександр почав зніматися в телесеріалі виробництва «Першого каналу» та кінокомпанії «Піманов та партнери» — «Фетісов», який засновано на реальних подіях про відомого радянського хокеїста В'ячеслава Фетісова. Сценарій до серіалу написав сам Фетісов, а продюсером серіалу являється засновник кінокомпанії Олексій Піманов. Олександра можна побачити в 3 серії серіалу в епізодичній ролі.

### Фільми власного виробництва
«Гонитва» (2005)
З 2005 року Олександр починає знімати свої короткометражні та повнометражні фільми власного виробництва до 2012 року.
Зверніть увагу, що вони знімалися на мобильному телефоні, ці фільми опубліковані на офіційному YouTube-каналі Олександра.
В 2005 році Олександр зняв свій перший фільм «Гонитва».
«Хакер» (2006), «Диск» (2006) та «Необхідна жорстокість» (2006—2007)
В 2006 році Олександр зняв одразу три фільми, другий — «Хакер», третій — «Диск» та четвертий — «Необхідна жорстокість».
«Герой нашого часу» (2009)
В 2009 році Олександр зняв п'ятий фільм «Герой нашого часу», сюжет якого такий — двоє грабіжників вихоплюють у героїні сумку, а головний герой в виконанні Олександра перемагає одного грабіжника, а другий одразу втікає разом з викраденной сумкой, головний герой не сміг допомогти героїні.
Зверніть увагу, що Олександр в цьому фільмі знімався в жовто-блакитній гірськолижній куртці з надписом «Ukraine» та гербом України, в якій він брав участь в команді сбірной України програми «Володар гори» в 2007 році. Фільм знятий лише в 2009 році, цю куртку Олександру подарували на зйомках цієй програми.
«Правда життя» (2010)
В 2010 році Олександр зняв шостий фільм «Правда життя», який має повнометражну тривалість, там же Олександр повністю продемонстрував всі бойові сцени та трюки.
«Викрадення» (2011) та «Полювання почалась» (2011)
В 2011 році Олександр зняв два фільми, сьомий — «Викрадення» та восьмий — «Полювання почалось».
«Духи війни» (2012)
В 2012 році Олександр зняв дев'ятий останній фільм «Духи війни», який теж знятий на телефон та має повнометражну тривалість, сюжет цього фільму такий — дія відбувається на війні, Олександр теж там продемонстрував багато трюків. Крім нього ще знімаються каскадери Юрій Сапронов та Дмитро Меленевський.
Пізніше Олександр, коли поїхав в США, виробляв свої нові та вже американські фільми.

### Початок кар'єри на телебаченні
«Гіннесс-шок» (Інтер, 2005—2006)
З 2005 року одразу після початку кар'єри в кіно Олександр також почав свою кар'єру на телебаченні.
Вперше на телебаченні він дебютував в якості учасника шоу «Гіннесс-шок» на телеканалі «Інтер».
18 жовтня 2005 року на телеканалі «Інтер» в ефір виходить випуск програми «Гіннесс-шок» за участю Олександра, в цьому випуску Олександр встановив трюк-рекорд — віджим на двух автомобилях зі швидкістю 55 кілометрів за хвилину.
25 липня 2006 року на телеканалі «Інтер» в ефір виходить вже інший випуск програми за участю Олександра, де він встановив другий трюк-рекорд — биття 50 дерев'яних брусків довжиною 2 метри об голі частини тіла — руки, ноги та тулуб за декілька хвилин.
Олександр разом з цими трюками одразу потрапляє в книгу рекордів України та стає її рекордсменом. 18 жовтня 2005 року під час зйомки програми його нагороджують грамотою книги рекордів України за віджим, а 25 липня 2006 року його нагороджують за биття дерев'яних брусків.
Це найперша участь Олександра на телебаченні, в програмі «Гіннесс-шок» він брав участь лише 2 рази з 2005 по 2006 роки.
«Ігри патріотів» (Інтер, 2006)
У 2006 році Олександр знову потрапляє до книги рекордів України, він зробив 2 трюки.
22 лютого 2006 року телеканал «Інтер» розпочинає зйомки 2 сезону спортивно-розважального шоу власного виробництва спільно з французьким виробництвом «Mistral Production» — «Ігри патріотів» французького формату «Intervilles».
Зйомки проходили з 22 лютого по 5 березня 2006 року, прем'єра 2 сезону відбулася 18 березня 2006 року на телеканалі «Інтер». Зйомки проводяться на острові Реюньйон поряд із островом Мадагаскар, що знаходиться на південному сході Африки.
Місце зйомок — мерія «Hôtel de ville de Saint-Pierre», що знаходиться на вулиці Мез'єр-Гін'яр, в місті Сен-П'єр. Під час початку зйомок Олександру, коли він знову став рекордсменом, зателефонувала керівниця цієї програми Лариса Журавська та запропонувала йому взяти участь у програмі.
Олександр разом зі знімальною групою та всією командою збірної України здійснює поїздку до міста Сен-П'єр, де побудовано стадіон програми поруч з мерією «Hôtel de ville de Saint-Pierre».
На телеканалі «Інтер» в ефір виходить випуск програми за участю Олександра, команда збірної України бере участь під назвою «Об'єктивна сила», її капітаном виступає український фотограф Олександр Ктиторчук, а кількома учасниками — Олександр Литвиненко, Юрій Будяк та Ганна Курочкіна.
Одного разу у цьому випуску під час участі у конкурсі з биком під назвою «Хула-хуп» бик піднімає Олександра на роги і придавлює йому рогами пах, але Олександр упирається спиною об клітку, після цього інциденту він залишився живим, бик йому мало не завдав травми паху.
8 червня 2006 року телеканал «Інтер» починає зйомки 3 «вирішального» сезону, який вже знімається в місті Сен-Максим — затока Сен-Тропе (муніципалітет «Прованс — Альпи — Лазурний Берег»). Зйомки проходили з 8 по 22 червня 2006 року, прем'єра 3 сезону відбулася 9 вересня 2006 року на телеканалі «Інтер».
Олександр разом зі знімальною групою та всією командою збірної України здійснює поїздку вже до міста Сен-Максім. Місце зйомок — вулиця Гастона Ребюфи, яку названо на честь нього, там збудовано стадіон поряд зі спортивним комплексом «Les bosquette» та станцією зарядки автомобілів «Electric 65 Charging Station».
Стадіон побудований в спеціальному круглому місцевому стані, біля якого паркуються автомобілі, цей місцевий стан можна побачити на карті Сен-Максіма.
На телеканалі «Інтер» в ефір виходить випуск програми за участю Олександра, в якому він у фінальному конкурсі «Крутий підйом!» (Гірки) піднімається на вершину перемоги нагору ногами, обганяючи всіх гравців Росії, Італії та Румунії. Також наприкінці програми в одному з випусків Олександр всім гравцям сбірной України демонстрував свій шпагат.
Це найперша участь Олександра в міжнародному шоу українсько-французького виробництва, в програмі «Ігри патріотів» він участував лише в 2—3 сезонах 2006 року.
«Я здивую світ» (УТ-1, 2006)
2006 року Олександр взяв участь у шоу «Я здивую світ» на каналі «УТ-1».
«Молоде кіно» (Гравіс, 2006)
2006 року Олександр взяв участь у шоу «Молоде кіно» на каналі «Гравіс», де продемонстрував свою короткометражну стрічку «Диск», випуск за його участю вийшов 20 травня 2006 року на каналі «Гравіс». 21 травня на каналі відбувся повтор випуску.
«Підйом» (Новий канал, 2006)
2006 року Олександр взяв участь як гість у шоу «Підйом» на «Новому каналі».
«Дивись!» (ТЕТ, 2006)
2006 року Олександр взяв участь в інтерв'ю в шоу «Дивись!» на каналі «ТЕТ».
«Володар гори» (Перший канал та Новий канал, 2007)
13 січня 2007 року телеканали «Перший канал» та «Новий канал» розпочинають зйомки гірськолижного спортивно-розважального шоу власного виробництва спільно з телекомпанією «BID» та «Mistral Production» — «Володар гори» з Євгеном Плющенком та Андрієм Доманським в якості ведучих.
Зйомки програми проводяться на гірськолижному курорті Монженевр (муніципалітет Прованс — Альпи — Лазурний Берег). Час зйомок — з 13 по 26 січня 2007 року, прем'єра програми відбулася у Росії 19 лютого 2007 року на «Першому каналі», а в Україні 3 березня 2007 року на «Новому каналі».
Олександр разом зі знімальною групою та всією командою збірної України здійснює поїздку на Монженевр, у програмі беруть участь дві країни — Росія та Україна.
Це вже друга участь Олександра в другому міжнародному шоу, під час зйомок цього шоу Олександр навчився кататися на лижах та робити трюки.
На «Першому каналі» та «Новому каналі» в ефір виходить випуск програми за участю Олександра, у команді збірної України виступають Олеся Слободська, Дмитро Лалєнков, Ігор Рубашкін, Олександр Литвиненко, Віталій Новицький та Олена Радзивіл.
Переможцем цього випуску оголошує себе сам Олександр, піднявшись на вершину перемоги та вдаривши у гонг, який оголошує кожного переможця України та Росії у фінальному конкурсі «Володар гори».
«Студія Хрещатик, 26» (КДТРК, 2007)
2007 року Олександр взяв участь як гість прямого ефіру в програмі «Студія Хрещатик, 26».
"Неймовірні історії кохання (СТБ, 2007)
У 2007 році Олександр почав зніматися в одному з епізодів докудрамі «Неймовірні історії кохання» на «СТБ».
«Шиканемо» (Інтер, 2007—2008)
2007 року Олександр взяв участь у розважальному шоу «Шиканемо» на каналі «Інтер» з Кузьмою Скрябіним в якості ведучого, там же Олександр продемонстрував декілька бойових трюків. Там він участвував з 2007 по 2008 роки.
«Все для тебе» (Інтер, 2007)
У 2007 році Олександр почати працювати постановником трюків в шоу телеканалу «Інтер» — «Все для тебе».
«Битва екстрасенсів» (СТБ, 2009)
У 2008 році Олександр почав зніматися в одному з епізодів шоу «Битва екстрасенсів (Україна)» на «СТБ».
«Шанс» (1+1, 2008)
У 2008 році Олександр почав працювати постановником трюків у шоу телеканалу «1+1» — «Шанс».
«Україна має талант» (СТБ, 2009)
2009 року Олександр взяв участь у шоу талантів «Україна має талант» на «СТБ», де він продемонстрував декілька бойових трюків.
«Паспорт» (Мегаспорт, 2009)
2009 року Олександр взяв участь в інтерв'ю шоу «Паспорт» на каналі «Мегаспорт», де він продемонстрував розбивання цегли долонею.
«Судові справи» (Інтер, 2010)
2010 року Олександр взяв участь у шоу «Судові справи: Злочин і кара» на каналі «Інтер». Там він участвував з 2010 по 2012 роки.
«Б. У. М.» (Інтер, 2010)
У 2010 році телеканал «Інтер» розпочинає зйомки спортивно-розважального шоу власного виробництва спільно з американським виробництвом «Endemol» — «Б. У. М. Битва українських міст» американського формату «Wipeout».
Зйомки програми проходили у Буенос-Айресі 2010 року, прем'єра програми відбулася на початку 2010 року на телеканалі «Інтер».
Олександр разом зі знімальною групою та командами всіх міст здійснює поїздку до Буенос-Айресу та починає там брати участь у команді збірної Донецька.
Це вже третя участь Олександра в міжнародному шоу українсько-американського шоу.
«Театрально-трюкове шоу» (Південна Корея, 2010)
2010 року Олександр взяв участь у південнокорейському шоу «Театрально-трюкове шоу».
«Битва націй» (ICTV, 2011)
30 травня 2011 року телеканал «ICTV» розпочинає у Парижі зйомки спортивно-розважального шоу формату «Intervilles» — «Битва націй», у якому беруть участь 8 країн — Україна, Росія, Франція, Китай, Вірменія, Білорусь, Великобританія та Чехія.
Олександр разом зі знімальною групою та всією командою збірної України здійснює поїздку до Парижа, де проводять зйомки у знімальному павільйоні «Euromedia France». Зйомки проходили з 30 травня по 7 червня 2011 року в передмісті Парижу.
Переможцем фінального конкурсу «Гірки» оголошує сам себе Олександр.
Це вже четверта участь Олександра в продовженні шоу «Ігри патріотів», але вже під назвою «Битва націй».
«Центр уваги» (Культура, 2011)
2011 року Олександр взяв участь у документальній програмі «Центр уваги. Каскадери України» на каналі «Культура», де він продемонстрував декілька бойових трюків.
«Віталька» (ТЕТ, 2012)
29 жовтня 2012 року на каналі «ТЕТ» виходить скетч-шоу «Віталька» з Гаріком Бірчою в головній ролі, зйомки якого проходили в середині 2012 року, Олександр взяв участь в зйомках, його можна побачити в двох серіях — 14 серія «Спа-салон» та 18 серія «Аквапарк», він там грає епізодичні ролі, також в кадрах разом з ним знімається каскадер Дмитро Меленевський.
«Наш час» (Глас, 2014)
2014 року Олександр взяв участь в інтерв'ю дитячої пізнавальної програми «Наш час» на каналі «Глас» з юними ведучими Мішою Соколовським та Майєю Ярмоленко, там Олександр вперше показав свого сина Таміра, який у нього народився в шлюбі з Діаною Литвиненко, Тамір в інтерв'ю заявив, що хоче бути таким як батько Олександр.

### Участь в зйомках реклам та кліпів
«Шамани» (2005)
Крім кіно та телебачення, Олександр ще взяв участь в зйомках декільких реклам та кліпів з 2005 по 2012 роки.
В 2005 році Олександр знявся в рекламі «Шамани».
«Контракти» (2006)
У 2006 році Олександр знявся в рекламі «Контракти».
Пиво «Чернігівське» (2007)
У 2007 році Олександр сфотографувавася на плакаті фотореклами пива «Чернігівське».
«МТС» (2010)
У 2010 році Олександр взяв участь у зйомках реклами мобільної мережи «МТС», де дублював одного з героїв — червоного гному.
«Пающіє труси — Як Алла» (2010)
У 2010 році відомий український жіночий поп-гурт «Пающіє труси» почав працювати в зйомках кліпу на свою пісню «Як Алла» 2010 року, в кліпі є епізод, де героїня працює двірницею, біля неї йдуть два п'яні перехожі та кидають пусту банку, вона їх за це починає відганяти мітлою. На кадрі видно, що вона демонструє декілька бойових трюків, Олександр працював її дублером, також в іншому епізоді героїні—солістки гурту на дорозі перемагають героїв. Олександр теж дублював цей епізод та в ньому продемонстрував декілька бойових трюків, цей кліп тоді часто транслювався на українських музичних каналах.
«Тартак — Моральний секс» (2010)
В 2010 році Олександр знявся в кліпі на пісню гурту «Тартак» «Моральний секс» 2010 року, де він в одному з епізодів грає ніндзя, там є трюк — падіння з висоти вниз. Біля нього знаходиться лідер гурту Сашко Положинський.
«1С. Бухгалтерія» (2012)
В 2012 році Олександр знявся в рекламі «1С. Бухгалтерія» (Де гроші?), де він грає головного закадрового героя з бойовими трюками в бойових сценах.

### Виробництво DVD-відео навчальних курсів тренування
«Як сісти на шпагат?» (2012)
В 2012 році Олександр також виробляє свої власні DVD-відео навчальних курсів тренування, в яких він демонструє свої власні тренування глядачам та учить їх тренуватися разом з ним.
Олександр випустив сімь своїх власних DVD-відео:
Перше «Як сісти на шпагат?», в якому він показує, як правильно сідати на шпагат.
«Базова техніка ефективних ударів руками» (2012)
Друге «Базова техніка ефективних ударів руками», в якому він показує, як правильно робити потужні та нокаутуючі удари.
«Базова техніка ефективних ударів ногами» (2012)
Третє «Базова техніка ефективних ударів ногами», в якому він показує, як правильно бити ногами.
«Базова техніка паркуру» (2012)
Четверте «Базова техніка паркуру» про паркур.
«Акробатика — базова техніка» (2012)
П'яте «Акробатика — базова техніка» про акробатику.
«Сталевий прес» (2012) та «Як зміцнити руки? Силові спеціальні вправи для рук» (2012)
Шосте «Сталевий прес» та сьоме «Як зміцнити руки? Силові спеціальні вправи для рук».
Після перегляду всіх його відео та тренування по ним кожний глядач зміг сісти на шпагат, сильніше бити руками та ногами, робити паркур та акробатику, качати «сталевий прес» та зміцнити руки. Олександр являється для всіх цих глядачів тренером, також він тренує їх не тільки по відео, але ще по програмі «Skype».
Ці курси можна було тоді замовити та купити на його офіційному персональному сайті «alex-lee.training.ru».
Також Олександр ці свої курси опублікував на своєму сайті «Revolutionary sport technology», вони там знаходяться на англійській мові, також є там інші нові уроки.

### Турнір «Кримська ліга карате-до 2012» (2012)
В червні 2012 року в Сімферополі проходить Відкритий Міжнародний фестиваль по карате та кікбоксингу (по правилам спортивного карате WASCA та кікбоксингу WPKA, семі-контакт та лайт-контакт) під назвою «Кримська ліга 2012», почесним гостем якого становиться Олександр.
Олександр, коли приїзжає туди, одразу дає своє інтерв'ю в новинах «Черноморської телерадіокомпанії» про те, як він працює в кіно.

### Турнір по карате «Гранд 2013» (2013)
В кінці червня 2013 року в Сімферополі відкрився міжнародний турнір по карате «Гранд 2013» за підтримкою Кримського рескома КПУ, гостем якого став Олександр серед інших гостей, 4 липня цього ж року до нього тоді під цей час приїхали корреспонденти газети «Комуніст Криму» та взяли у нього інтерв'ю, він їм розповів все про себе. Новина цієй газети називається «Український Брюс Лі», вона знаходиться на офіційному сайти газети за адресою «crimcom.blogpost.com».

### Інцидент з майстром (2016)
На своєму офіційному каналі «Alex Lee Official» Олександр опублікував відео, на якому він намагається нанести удар досвідченому майстру бойових мистецтв США, там видно, як цей майстер жестикулює руками Олександру, але він одразу починає його бити.
Цей інцидент навіть потрапив на всі американські сайти новин, він одразу виробив фурор, новини про нього знаходяться на англійській мові.
Також новини потрапили на декілька відомих сайтів — «Mixed Martial Arts» та «DailyMail», зверніть увагу, що новина 2016 року, але відео зроблено Олександром ще в 2009 році.

### Федерація професійних каскадеров України
Олександр заснував свою власну компанію під назвою «Федерація професійних каскадерів України», в склад якої входять Олександр Литвиненко та інші каскадери Дмитро Меленевський, Юрій Сапронов, Сергій Краско, Михайло Лисичкин, Владислав Журавльов, Богдан Телюк та Вікторія Кірьянова.
Дмитро Меленевський знявся в декількох українських та російських фільмах та серіалах, рекламах та кліпах.
Юрій Сапронов працював каскадером в декількох українських серіалах, таких як — «Слуга народу 2. Від любові до імпічменту» (2017), «Лінія світу» (2017) та ін.

## Творчість

### Фільмографія
| Назва                                          | Телеканал    | Рік  | Робота                                                          |
| ---------------------------------------------- | ------------ | ---- | --------------------------------------------------------------- |
| Торгаші                                        | Інтер        | 2004 | епізодична роль                                                 |
| Подарунок долі                                 | 1+1          | 2004 | епізодична роль                                                 |
| Подруга особливого назначення                  | СТС          | 2005 | епізодична роль                                                 |
| Банкірші                                       | Інтер        | 2005 | епізодична роль (3 серія)                                       |
| Міф про ідеального чоловіка                    | СТС          | 2005 | епізодична роль (1 серія)                                       |
| А життя продовжується                          | —            | 2006 | епізодична роль, каскадер                                       |
| Оранж лав (Orange love)                        | —            | 2006 | епізодична роль                                                 |
| Один в новорічну ніч                           | —            | 2006 | ніндзя, перемігший грабіжників в супермаркеті (епізодична роль) |
| Повернення Мухтара 2 (3 сезон)                 | НТВ          | 2007 | бандит (епізодична роль)                                        |
| Вітчим                                         | Інтер        | 2007 | епізодична роль                                                 |
| Гарні хлопці                                   | 1+1          | 2008 | бандит (8 серія)                                                |
| Викрадення богині                              | —            | 2009 | снайпер (5—6 серії)                                             |
| Хто кому хто                                   | Інтер        | 2010 | епізодична роль                                                 |
| Брат за брата 2                                | НТВ          | 2012 | епізодична роль                                                 |
| Час Сіндбада 4                                 | НТВ          | 2012 | епізодична роль                                                 |
| Літєйний 6                                     | НТВ          | 2012 | епізодична роль                                                 |
| Чужий район 2                                  | НТВ          | 2012 | п'яний відвідувач стриптиз-клубу (12 серія «Пастка»)            |
| Діти нетрів                                    | ICTV         | 2012 | епізодична роль, каскадер                                       |
| Братство десанту                               | ICTV         | 2012 | бандит (9 серія)                                                |
| Джентльмени, удачі!                            | Росія 1      | 2012 | каскадер                                                        |
| Ломбард                                        | —            | 2013 | епізодична роль, постановник трюків                             |
| Разом назавжди                                 | Росія 1      | 2013 | каскадер                                                        |
| Історія криміналістики                         | Україна      | 2013 | епізодична роль (серія «ДНК»)                                   |
| Страх в твоєму домі                            | НТН          | 2013 | епізодична роль (30 серія «Невістка»)                           |
| Містичні історії з Павлом Костіциним (5 сезон) | СТБ          | 2013 | боксер Костянтин (20 серія «Янгол смерті»)                      |
| Морські дияволи. Смерч                         | НТВ          | 2013 | матрос (28 серія «Мінне поле»)                                  |
| Фетісов                                        | Перший канал | 2014 | епізодична роль (3 серія)                                       |
| Захват                                         | НТВ          | 2014 | епізодична роль                                                 |

### Телебачення
| Назва                                   | Телеканал                                       | Рік  | Робота                               |
| --------------------------------------- | ----------------------------------------------- | ---- | ------------------------------------ |
| Гіннесс-шок                             | Інтер                                           | 2005 | учасник (2005—2006)                  |
| Я здивую світ                           | Перший національний                             | 2006 | учасник                              |
| Дивись!                                 | ТЕТ                                             | 2006 | учасник інтерв'ю                     |
| Підйом                                  | Новий канал                                     | 2006 | гість                                |
| Молоде кіно                             | Гравіс                                          | 2006 | учасник                              |
| Ігри патріотів                          | Інтер                                           | 2006 | учасник (2—3 сезони)                 |
| Володар гори                            | Перший національний та Новий канал              | 2007 | учасник                              |
| Неймовірні історії кохання              | СТБ                                             | 2007 | актор                                |
| Шиканемо                                | Інтер                                           | 2007 | учасник (2007—2008)                  |
| Студія «Хрещатик, 26»                   | Київська державна регіональна телерадіокомпанія | 2007 | гість в прямому ефірі                |
| Все для тебе                            | Інтер                                           | 2007 | постановник трюків                   |
| Битва екстрасенсів (Україна)            | СТБ                                             | 2008 | актор                                |
| Шанс (10 сезон)                         | 1+1                                             | 2008 | постановник трюків                   |
| Україна має талант                      | СТБ                                             | 2009 | учасник                              |
| Паспорт                                 | Мегаспорт                                       | 2009 | учасник інтерв'ю                     |
| Судові справи: Злочин і кара            | Інтер                                           | 2010 | учасник (2010—2012)                  |
| БУМ. Битва українських міст             | Інтер                                           | 2010 | учасник (Донецьк)                    |
| Театрально-трюкове шоу (Північна Корея) | —                                               | 2010 | учасник                              |
| Битва націй                             | ICTV                                            | 2011 | учасник                              |
| Центр уваги. Каскадери України          | Культура                                        | 2011 | учасник інтерв'ю                     |
| Віталька                                | ТЕТ                                             | 2012 | епізодичні ролі (14 серія, 18 серія) |
| Судові діла (Казахстан)                 | —                                               | 2013 | учасник                              |
| Наш час                                 | Глас                                            | 2014 | учасник інтерв'ю                     |

### Режисер
Коротко та повнометражні фільми
| Назва                 | Рік       | Режисер              | Оператор             | Продюсер             |
| --------------------- | --------- | -------------------- | -------------------- | -------------------- |
| Гонитва               | 2005      | Олександр Литвиненко | Олександр Литвиненко | Олександр Литвиненко |
| Хакер                 | 2006      | Олександр Литвиненко | Олександр Литвиненко | Олександр Литвиненко |
| Диск                  | 2006      | Олександр Литвиненко | Олександр Литвиненко | Олександр Литвиненко |
| Необхідна жорстокість | 2006—2007 | Олександр Литвиненко | Олександр Литвиненко | Олександр Литвиненко |
| Герой нашого часу     | 2009      | Олександр Литвиненко | Олександр Литвиненко | Олександр Литвиненко |
| Правда життя          | 2010      | Олександр Литвиненко | Олександр Литвиненко | Олександр Литвиненко |
| Викрадення            | 2011      | Олександр Литвиненко | Олександр Литвиненко | Олександр Литвиненко |
| Полювання почалось    | 2011      | Олександр Литвиненко | Олександр Литвиненко | Олександр Литвиненко |
| Духи війни            | 2012      | Олександр Литвиненко | Олександр Литвиненко | Олександр Литвиненко |

### Участь в кліпах
| Назва виконавця                     | Назва пісні    | Рік  | Робота                  |
| ----------------------------------- | -------------- | ---- | ----------------------- |
| Гурт «Пающіє труси»                 | Як Алла        | 2010 | дублер героїні-двірниці |
| Сашко Положинський та гурт «Тартак» | Моральний секс | 2010 | ніндзя                  |

## Досягнення
| Вид спорту           | Рівень |
| -------------------- | ------ |
| Шотокан карате       | 2 дан  |
| Тхеквондо (ITF, WTF) | 2 дан  |
| Джиу-джитсу          | 3 дан  |
| Кендо                | 3 дан  |
| Кіокушинкай          | 3 дан  |
| Він-Чунь             | 4 дан  |
| Іайдо                | 4 дан  |

### Фото сайту
Посилання 1 [Архівовано 23 січня 2022 у Wayback Machine.]
Посилання 2 [Архівовано 23 січня 2022 у Wayback Machine.]